# Двести манатов
Двести манатов (азерб. İkiyüz manat) — номинал банкнот азербайджанского маната. В настоящее время (2018 год) является самым крупным номиналом банкнот в обращении Азербайджана. Отпечатана в типографии «Giesecke+Devrient», выпущена в обращение в мае 2018 года.

## Характеристика банкнот
| №                                               | Изображение     | Изображение       | Номинал (манатов) | Размеры (мм) | Основные цвета | Описание             | Описание                                           | Годы печати |
| №                                               | Лицевая сторона | Оборотная сторона | Номинал (манатов) | Размеры (мм) | Основные цвета | Лицевая сторона      | Оборотная сторона                                  | Годы печати |
| ----------------------------------------------- | --------------- | ----------------- | ----------------- | ------------ | -------------- | -------------------- | -------------------------------------------------- | ----------- |
| 1.                                              |                 |                   | 200               | 160×70       | голубой        | Центр Гейдара Алиева | карта Азербайджана на фоне национальных орнаментов | 2018        |
| Масштаб изображений — 1,0 пикселя на миллиметр. |                 |                   |                   |              |                |                      |                                                    |             |